# Kínasav
A kínasav (régiesen kinasav) a növényvilágban meglehetősen elterjedt poliol (négyértékű alkohol).

## Előfordulás
A 
d-(−)-kínasavat már több mint 100 éve előállították a kínafa kérgéből a kinin előállításának melléktermékeként. Mind a kinin, mind a kínasav innen kapta a nevét. A kínasav megtalálható még a cukorrépában, réti szénában, egresben, szederben, áfonyában, cikóriában aszaltszilvában. és articsókában.
A kávébabban főleg klorogénsavak formájában fordul elő, melyek a pörkölés hatására kínasavvá bomlanak, és egy részük tovább bomlik difenolokra, melyek fontos szerepet játszanak a kávé aromájában. Klorogénsav laktonok adják a pörkölt kávé kesernyés ízét.
A természetben tanninok poliol-részében fordul elő.

### Klorogénsavak
Klorogénsavaknak nevezzük a kínasavnak valamelyik hidroxi-fahéjsavval alkotott észterét. Szűkebb értelemben „a” klorogénsav a kínasav és a kávésav észtere. Megtalálható az articsókában, kávébabban, újborban, csonthéjas gyümölcsök fáinak leveleiben, almában, őszibarackban, sárgarépában, édesburgonyában. FeIII-ionokkal alkotott fenolátkomplexe okozza a burgonya megsötétedését.
Egyéb hidroxi-fahéjsav pl. a ferulasav és a p-kumarinsav(en).
A cinarin a kínasav kávésavval alkotott diésztere; 1,5-dikaffeil-kínasav. Megtalálható az aranyvesszőben és az articsókában.
p-kumarinsavval(en) (p-kumaril-kínasav) és galluszsavval (teogallin(en)) alkotott észtere megtalálható a tealevélben. Az ananászban a kínasav dikumarátja található meg.

## Kémiai tulajdonságok
Dehidratálása sikimisavat eredményez:
|  | {\displaystyle \longrightarrow } |  | + H2O |

## Fizikai tulajdonságok
Fehér, savanyú ízű prizmák. Vízben és jégecetben jól oldódik. Optikailag aktív. A 
d-(−)-kínasav olvadáspontja 168–170 °C.